# オルレアン・コレクション

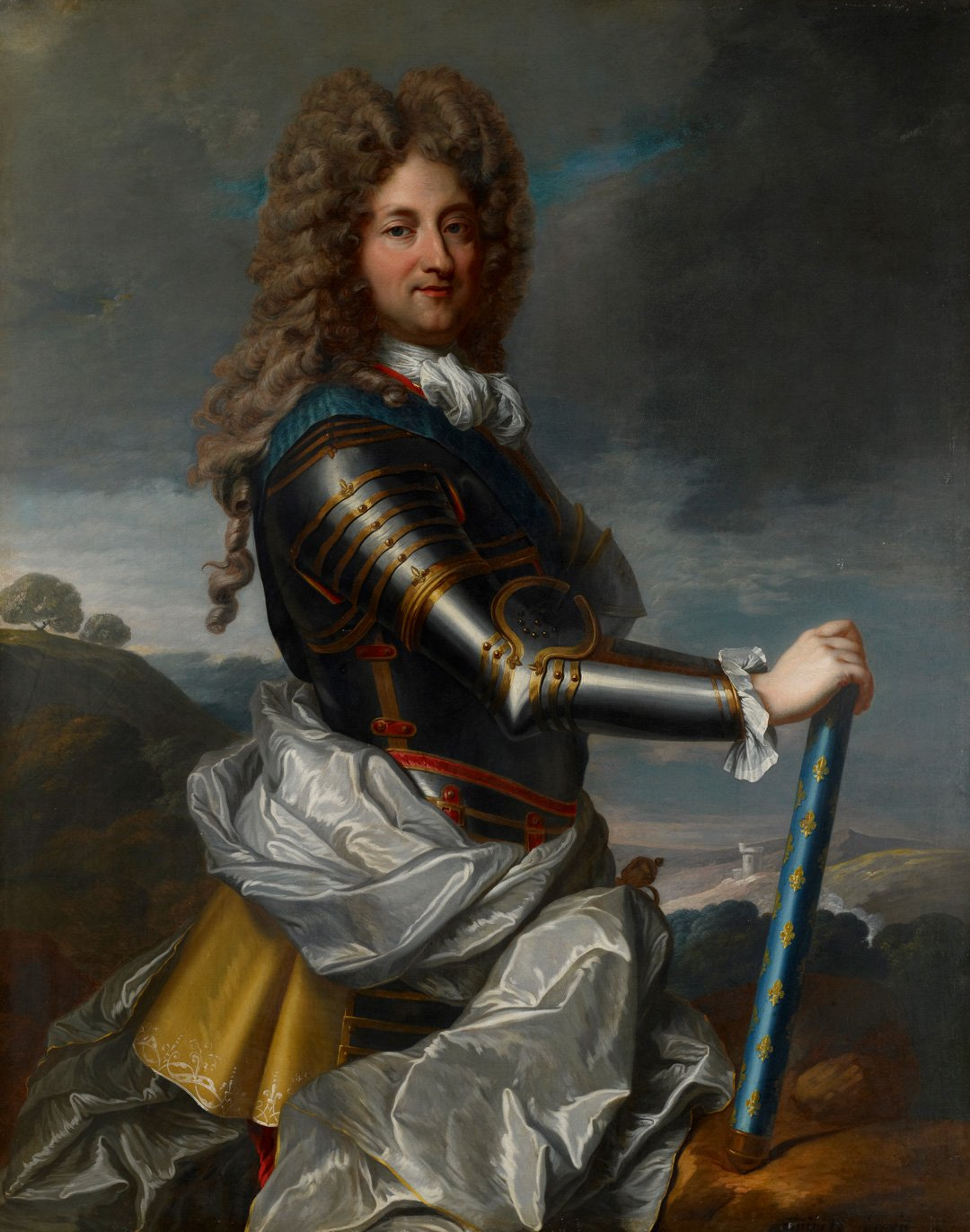
オルレアン公フィリップ2世（1674年 - 1723年）
フランス摂政で、オルレアン・コレクションを創設した

オルレアン・コレクション（英: Orleans Collection）は、フランスの王族で1715年から1723年までルイ15世の摂政を務めたオルレアン公フィリップ2世が収集した500点以上の非常に重要な絵画コレクション。1700年からフィリップ2世が死去する1723年までに収集されたものが大部分を占める。王族所有のコレクションが国家所有と同義だった多くのヨーロッパのコレクションとは異なり、ほぼ間違いなく純粋なプライベート・コレクションである。特にイタリア絵画の私有コレクションとしてはおそらくもっとも有名で、多くの絵画が早くからパリで公開されており、後にロンドン、エディンバラなどでも一般に公開された。
オルレアン・コレクションの中核となっていたのは、スウェーデン女王クリスティーナが所有していた123点の絵画コレクションだった。クリスティーナの絵画コレクションは、三十年戦争下の1632年にミュンヘンから、同じく1648年にプラハからスウェーデン軍の戦利品として持ち去られ、スウェーデン王室コレクションに加えられた美術品がもとになっていた。フランス革命の後、フィリップ2世の曾孫でオルレアン公爵位を継いでいたルイ・フィリップ2世がコレクションを売却し、オルレアン・コレクションの大部分はイギリスの貴族で第3代ブリッジウォータ公フランシス・エジャートンが購入した。現在ではもともとのオルレアン・コレクションの多くは散逸しているが、重要な絵画群は今でもまとまった形で、世襲財産として代々受け継がれている。このような世襲財産として受け継がれている絵画群のひとつにオルレアン・コレクション由来の絵画16点を含む「サザーランド・ローン」別名「ブリッジウォータ・ローン」があり、スコットランド国立美術館や、ヨークシャーのカースル・ハワードで展示されている。現在ロンドンのナショナル・ギャラリーには、さまざまな方法で収集されたオルレアン・コレクションの絵画25点が所蔵されている。

## 神聖ローマ皇帝ルドルフ2世とスウェーデン女王クリスティーナ

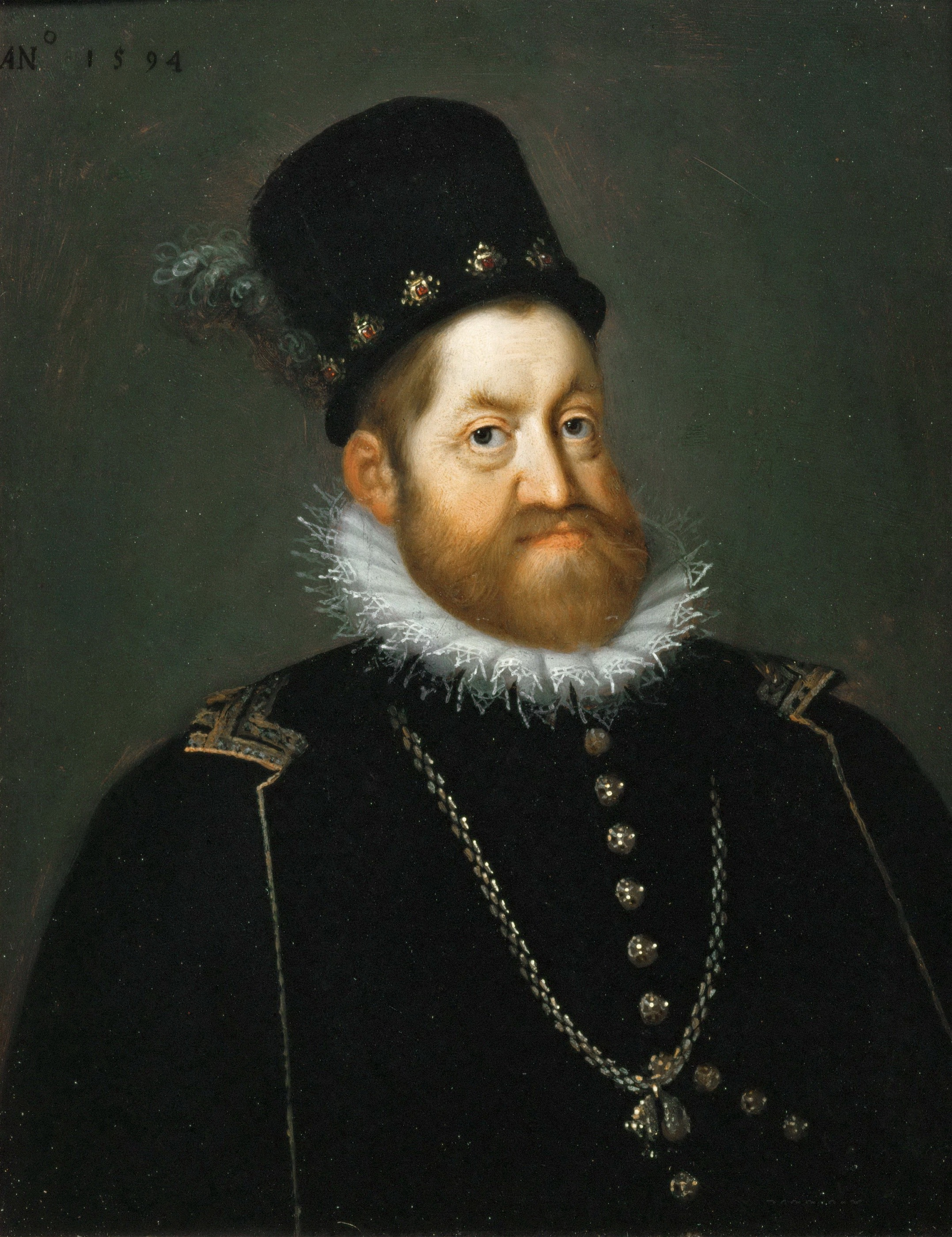
神聖ローマ皇帝ルドルフ2世（1552年 - 1612年）
弟マティアスからボヘミア王位を追われた

神聖ローマ皇帝の居城だったプラハ城からスウェーデン軍が略奪した絵画は、熱心な美術品コレクターだった神聖ローマ皇帝ルドルフ2世が収集したものが多かった。そのルドルフ2世のコレクションの大部分は神聖ローマ皇帝カール5世 (神聖ローマ皇帝)のもとで宰相を務めていたアントワーヌ・ド・グランヴェルが収集したコレクションであり、コレクションを相続したグランヴェルの甥に対して、コレクションを売却するようにカール5世が強制したものである。グランヴェルは「当時屈指のプライベート・コレクションの所有者で、ティツィアーノやレオーネ・レオーニ (en:Leone Leoni) はじめ多くの芸術家を庇護した」人物で、著名な肖像画家アントニス・モルを庇護したのもグランヴェルである。スウェーデン軍はハプスブルク家のコレクションのなかでも最上級の美術品を奪い去ったが、現在ではそれらの美術品はウィーン、マドリード、プラハで公開されている。

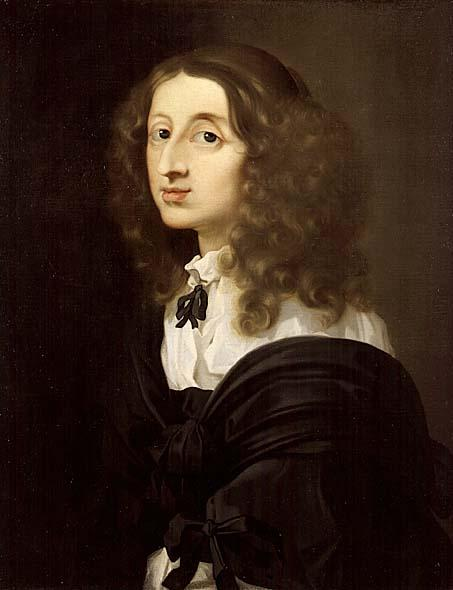
スウェーデン女王クリスティーナ（1626年 - 1689年）
カトリックに改宗したときに国外亡命を余儀なくされた

これら膨大な王室コレクションを相続したスウェーデン女王クリスティーナは、1654年に王位をカール10世に譲り、自らはスウェーデンを離れて諸外国を外遊している。外遊時にクリスティーナが持参したのは、80点程度の絵画（友人や家族が描かれた25点の作品と、プラハ城にあったイタリア絵画を中心とした50点あまりの作品）、彫像、宝飾品、タペストリー72点など様々な美術品だった。その他の王室コレクションについても、カール10世に要求されるのを嫌い、退位前に船でアントウェルペンへと持ち出している。
クリスティーナはローマ滞在中にコレクションを大きく増やした。この時期にコレクションに加えられた作品として、ローマ近くの女子修道院から購入したラファエロが描いたコロンナの祭壇画 (Colonna Altarpiece) の祭壇基壇の小さな飾り絵 (en:predella) 5点などがあげられる。またクリスティーナは、当時美術品コレクターとして著名だったハプスブルク家のオーストリア大公レオポルト・ヴィルヘルムから、ティツィアーノの『アクタイオンの死』を譲り受けたと考えられている。クリスティーナはカトリックに改宗後、カトリック諸国の王侯貴族からこのような寄贈を多く受けており、逆にスペイン王フェリペ4世が贈られたアルブレヒト・デューラーの『アダムとイヴ』（現在はプラド美術館所蔵）のように、クリスティーナから他のカトリック諸侯へと寄贈された作品も存在する。
クリスティーナの死後、コレクションは枢機卿デシオ・アッツォリーノ (en:Decio Azzolino) が相続した。しかしアッツォリーノも1年もしないうちに死去、コレクションはアッツォリーノの甥が相続し、さらにコレクションのうちイタリア絵画140点など275点の絵画が、ローマ教皇軍の司令官だったブラッチャーノ公ドン・リヴィオ・オデスカルキに売却されている。オデスカルキの死後の1713年にデスカルキの遺産相続者たちは、貿易商で著名な美術品コレクターであり、オルレアン公フィリップ2世の絵画購入仲介人を務めていたピエール・クロザ (en:Pierre Crozat)  と長期にわたる絵画売却交渉を開始した。最終的にこの売却交渉が成立し、絵画がフィリップ2世に引き渡されたのは1721年になってからのことだった。フランスの美術専門家たちは、クリスティーナが家屋内装に適したサイズにするために数枚の絵画を切落しており、コレッジョやカルロ・マラッタらの作品に過度な修復を施したと非難している。

## オルレアン・コレクションの成立

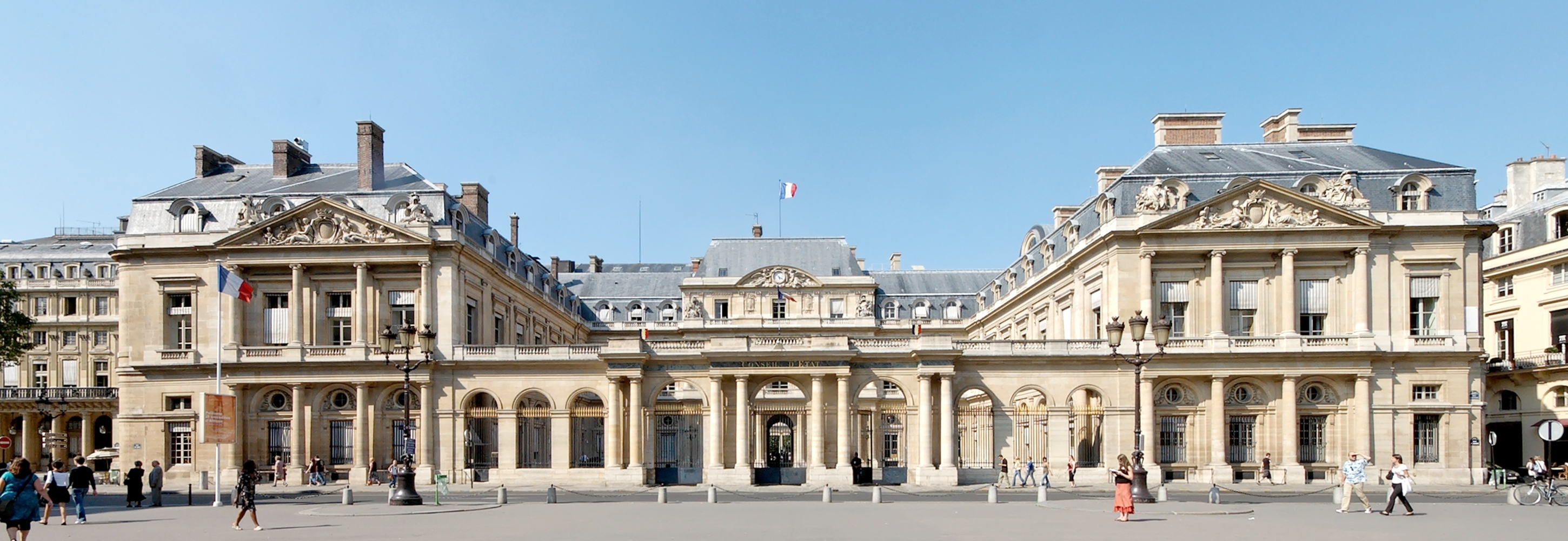
オルレアン・コレクションが収蔵されていたパレ・ロワイヤル

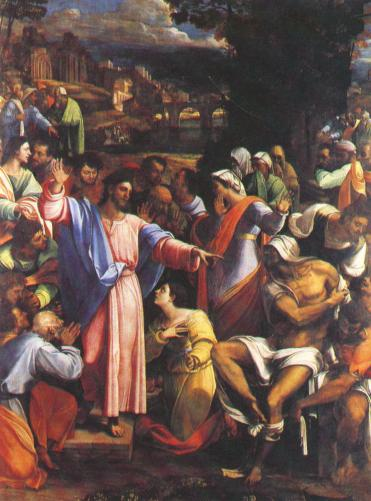
『ラザロの蘇生』（1517年 - 1519年）
セバスティアーノ・デル・ピオンボ（ロンドン、ナショナル・ギャラリー）
ナショナル・ギャラリーの最初のコレクションとして収蔵番号「NG1」が与えられている

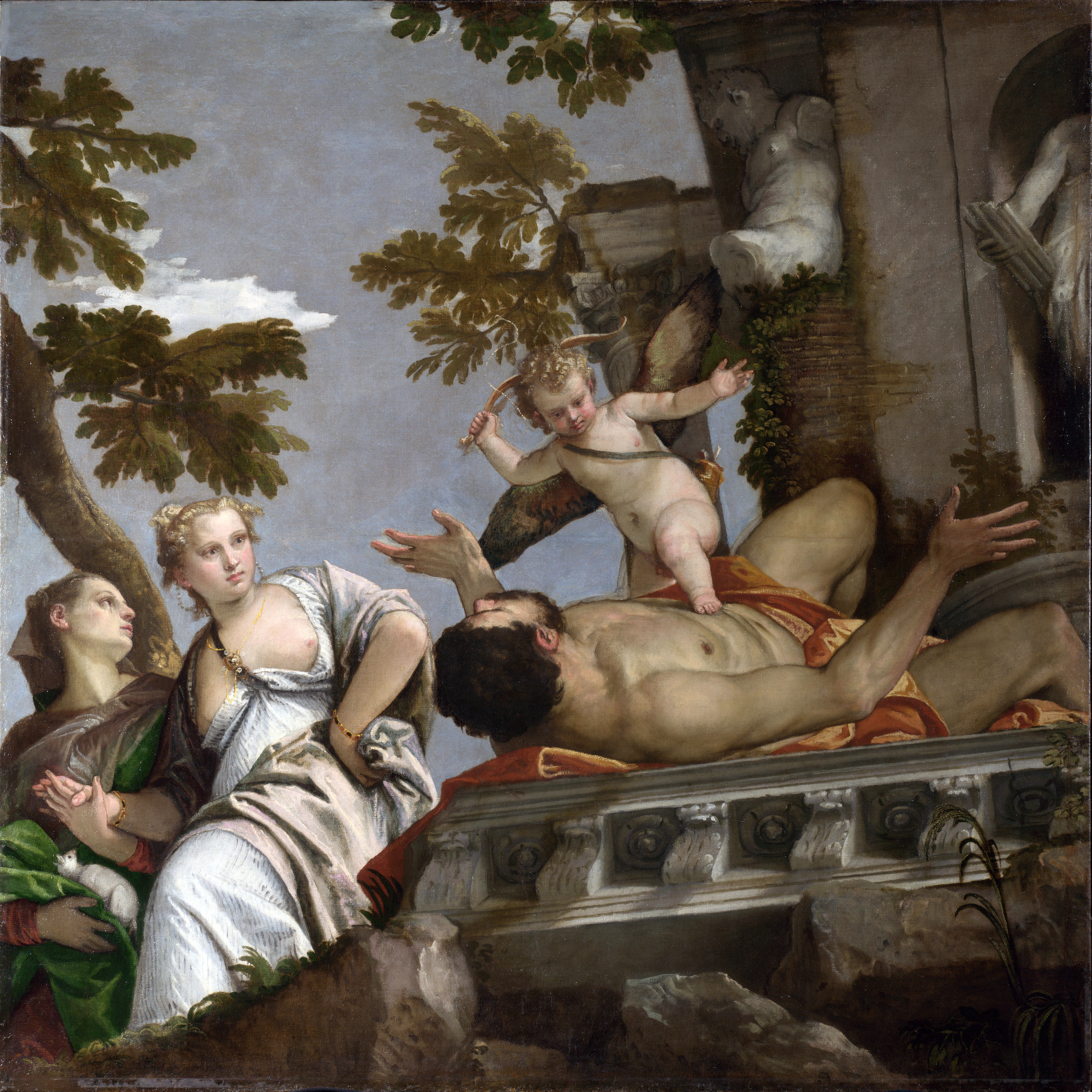
『愛の寓意 - 侮蔑』（1575年頃）
パオロ・ヴェロネーゼ（ロンドン、ナショナル・ギャラリー）
ヴェロネーゼが描いた4点の連作『愛の寓意』の1枚。『愛の寓意』は1637年のプラハの記録にローマ皇帝のコレクションとして最初に記録されており、スウェーデン王室コレクションを通じてオルレアン・コレクションに加えられた。後に1800年にロンドンで開催されたオークションでダーンリー伯が落札し、1890年に相続人によってロンドンのナショナル・ギャラリーに売却された

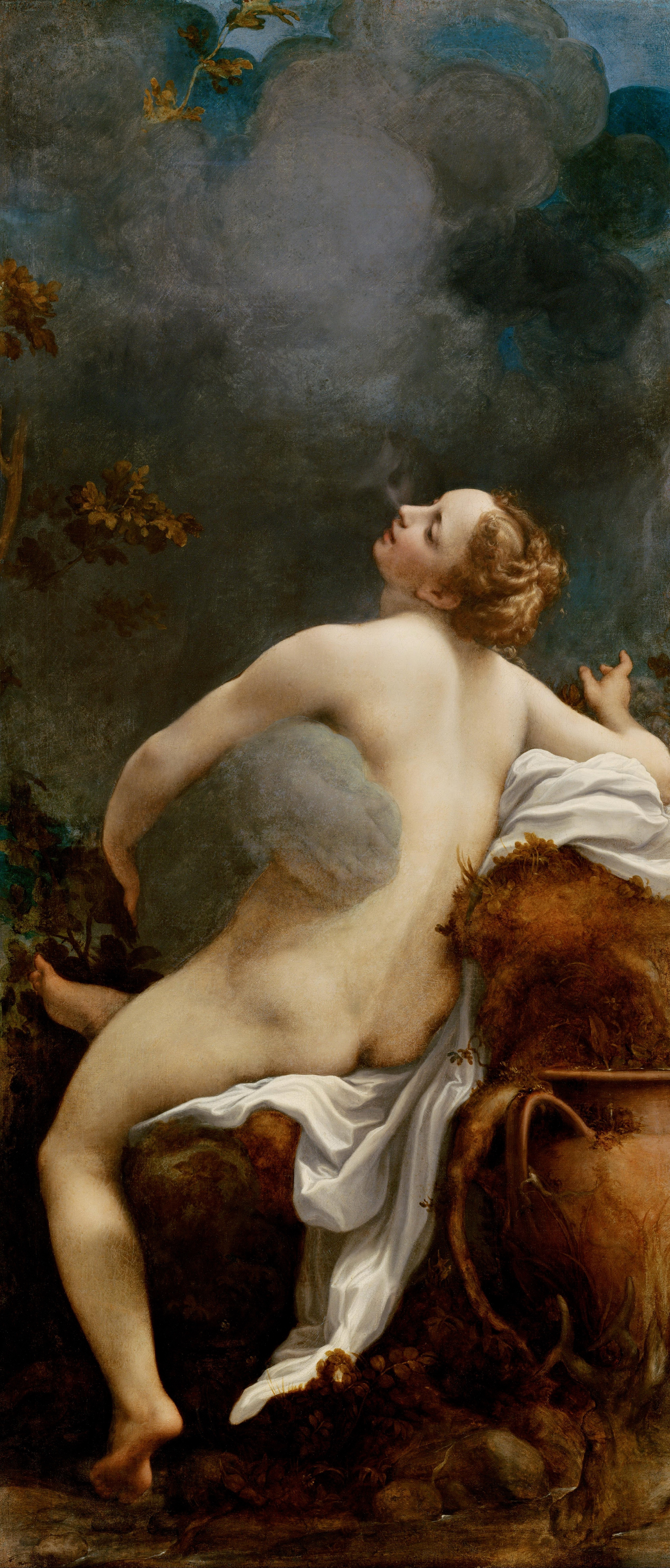
『ユピテルとイオ』（1530年頃）
コレッジョ（ウィーン、美術史美術館）
フランス革命以前にオルレアン・コレクションから手放された数少ない絵画の一つ。ただしクリスティーナ女王が所有していた絵画は複製と考えられている

クリスティーナのコレクションを含むオルレアン・コレクションは、オルレアン公のパリでの居城だったパレ・ロワイヤルに収蔵され、主要な場所に飾られた。1727年の目録によれば、オルレアン・コレクションのうち15点の絵画のみがフィリップ2世の父オルレアン公フィリップ1世からの相続品となっている。この目録にある絵画が全てフィリップ2世の所有とは限らないが、これらのコレクションが1727年に一般公開されたことは間違いない。1701年にフィリップ2世は父フィリップ1世の最初の妻アンリエッタ・アンヌから小規模ではあるが優れた美術コレクションを相続し、1702年には男色家でもあった父の愛人のフィリップ・ド・ロレーヌのコレクションも相続している。イギリス人美術史家ジェラルド・ライトリンガーによれば、フィリップ2世が積極的に美術品収集を開始したのは1715年からで、この年は叔父であるフランス王ルイ14世が死去した年であり、フィリップ2世が後継のフランス王ルイ15世の摂政に就任した年だった。またフィリップ2世は、スペイン王フェリペ5世からフランス大使グラモン公に贈られた「ポエジア」に由来するティツィアーノ作の非常に重要な絵画3点をグラモン公から贈与されている。
クリスティーナのコレクションをフィリップ2世が入手したのはフィリップ2世の最晩年のことで、その他の絵画の大部分はフランス国内で購入したものだった。フランスで購入した作品にはセバスティアーノ・デル・ピオンボの『ラザロの蘇生』などがあり、フランス以外では1716年に枢機卿ジェローム・デュボワのコレクションから購入したニコラ・プッサン作の秘蹟を描いた7点の連作 (en:Seven Sacraments) などがある。デュボワのほかにも枢機卿リシュリュー、マザランの遺産相続人からジャン＝バティスト・コルベールのコレクション由来の重要な絵画群を入手しており、さらにノアイユ公、グラモン公、ヴァンドーム公をはじめ、主要なフランスのコレクターから美術品を購入したという記録もある。
オルレアン・コレクションは、パレ・ロワイヤルの西に並んで伸びた大きな特別室、蔵書棟に飾られ、小規模なオランダ絵画、フランドル絵画はより小さな部屋に飾られていた。当時のパレ・ロワイヤルはフィリップ1世存命中の時代のままの調度品、磁器、壁飾りのままになっており、1765年にパレ・ロワイヤルを訪れた人の記録によれば「この宮殿以上に、高価で美術的価値が高い調度品などで飾り立てられた場所は想像できない」といわれるほどだった。絵画の配置は変更されることもあり、円天井の天窓から降り注ぐ薄暗い太陽光のもとでの展示だったが、当時の美術愛好家からは「光り輝くギャラリー (Galerie à la Lanterne)」と賞賛されていた。18世紀を通じてオルレアン・コレクションはもっとも目にしやすい絵画コレクションで、多くの観客がパレ・ロワイヤルを訪れてオルレアン・コレクションを鑑賞している。1727年に発行され、1737年に再版された目録『パレ・ロワイヤルの絵画解説 (Description des Tableaux du Palais Royal)』もパレ・ロワイヤルを訪れる人々に大いに利用された。この目録には絵画495点が記載されており、後にさらにコレクションに追加された絵画もあれば、コレクションから手放された絵画もある
オルレアン・コレクションは画家の流派や描かれているモチーフなどとは関係なく、並べて壁にかけたときに展示したときにもっとも効果的であると思われる順番で展示されていた。画家の流派に関係なく並べるという展示方法は、ピエール・クロザが自身のパリの邸宅でのコレクション展示方法と同じものだった。ただし、猥雑なモチーフを描いた絵画と宗教画が一緒に展示されるこの展示方法は、観客から非難されることも少なくなかった。
オルレアン・コレクションは盛期ルネサンス、後期ルネサンスのイタリア絵画、特にヴェネツィア派の作品で特に重要なコレクションだった。スペイン王フェリペ2世の依頼でティツィアーノが制作した、「ポエジア」と呼ばれる一連の古代神話連作絵画が少なくとも5点含まれている。現在エディンバラのスコットランド国立美術館が所蔵する『ディアナとアクタイオン』、『ディアナとカリスト』、ロンドンのナショナル・ギャラリーが所蔵する『アクタイオンの死』、ウォレス・コレクションが所蔵する『ペルセウスとアンドロメダ』、ボストンのイザベラ・スチュワート・ガードナー美術館が所蔵する『エウロペの略奪』である。パオロ・ヴェロネーゼが描いた神話をモチーフにした連作4点は、現在ケンブリッジのフィッツウィリアム美術館、ニューヨークのメトロポリタン美術館、そしてフリック・コレクションに2点と各都市に分散して所蔵されている。同じくヴェロネーゼが描いた別の連作4点『愛の寓意』はロンドンのナショナル・ギャラリーが所蔵しており、中央展示室にヴェロネーゼのほかの作品やティツィアーノの「ポエジア」3点、コレッジョの作品とともに飾られている。
オルレアン・コレクションには28点のティツィアーノ（現在ではティツィアーノの工房作と見なされている絵画も多いが、ティツィアーノの絵画の中でも傑作と見なされる絵画もある）、12点のラファエロ、16点のヴェロネーゼ、12点のティントレット、25点のアンニーバレ・カラッチ、7点のルドヴィコ・カラッチ、3点のコレッジョ（他に現在ではコレッジョの作品とは考えられていない10点もある）、3点のカラヴァッジョなどの作品が収蔵されていた。現在では作者が別人だと考えられている作品で、当時でも作者が疑われていたものとして、ミケランジェロ2点、レオナルド・ダ・ヴィンチ3点がある。ジョヴァンニ・ベリーニを除けば、15世紀以前の作品はごくわずかだった。

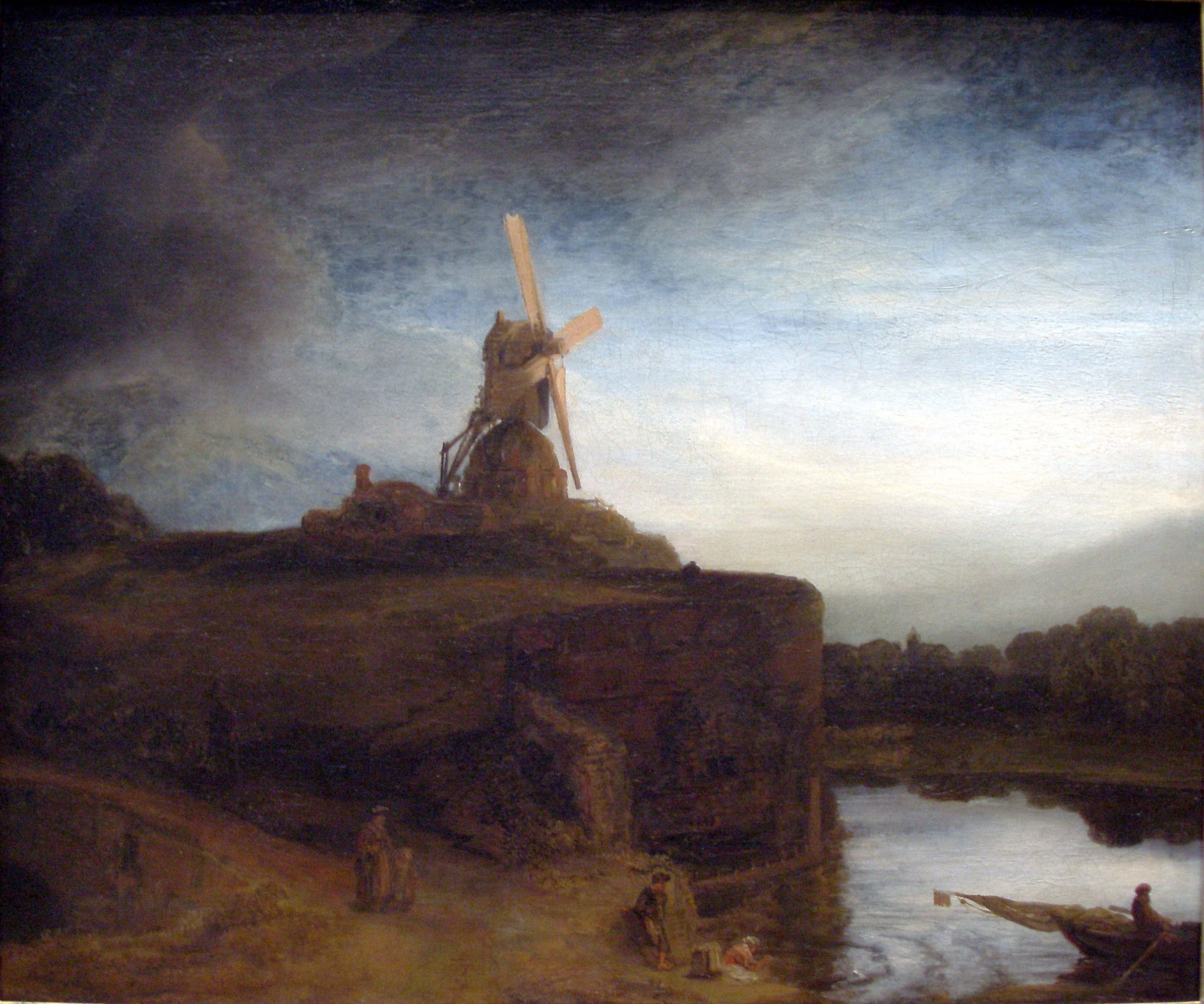
『風車』（1645年 - 1648年）
レンブラント・ファン・レイン（ワシントン、ナショナル・ギャラリー）
レンブラントが描いた風景画の中でもっとも有名な作品の一つ

目録に記載されているフランス絵画は比較的少ないが、その中ではニコラ・プッサンによる一連の秘蹟を描いた7点の連作と5点の作品が有名である。その他のフランス絵画として、現在ではメトロポリタン美術館が所蔵するフィリップ・ド・シャンパーニュ、ロンドンの陸海軍クラブ (en:Naval and Military Club) のクラブハウスやナショナル・ギャラリーが所蔵するウスタシュ・ル・シュウールのものがある。フランドル絵画では、ルーベンスの習作12点（現在は世界中に散逸している）を含む絵画19点、ヴァン・ダイクの絵画10点、ダヴィッド・テニールスの絵画9点がある。オランダ絵画ではレンブラント・ファン・レインの絵画6点、カスパル・ネッチェルの絵画7点、フランス・ファン・ミーリスの絵画3点があるが、当時に比べると現在の評価は高くない作品群となっている。その他のオランダ絵画にはヘラルト・ドウの絵画3点、フィリプス・ウーウェルマンの絵画4点もあった。

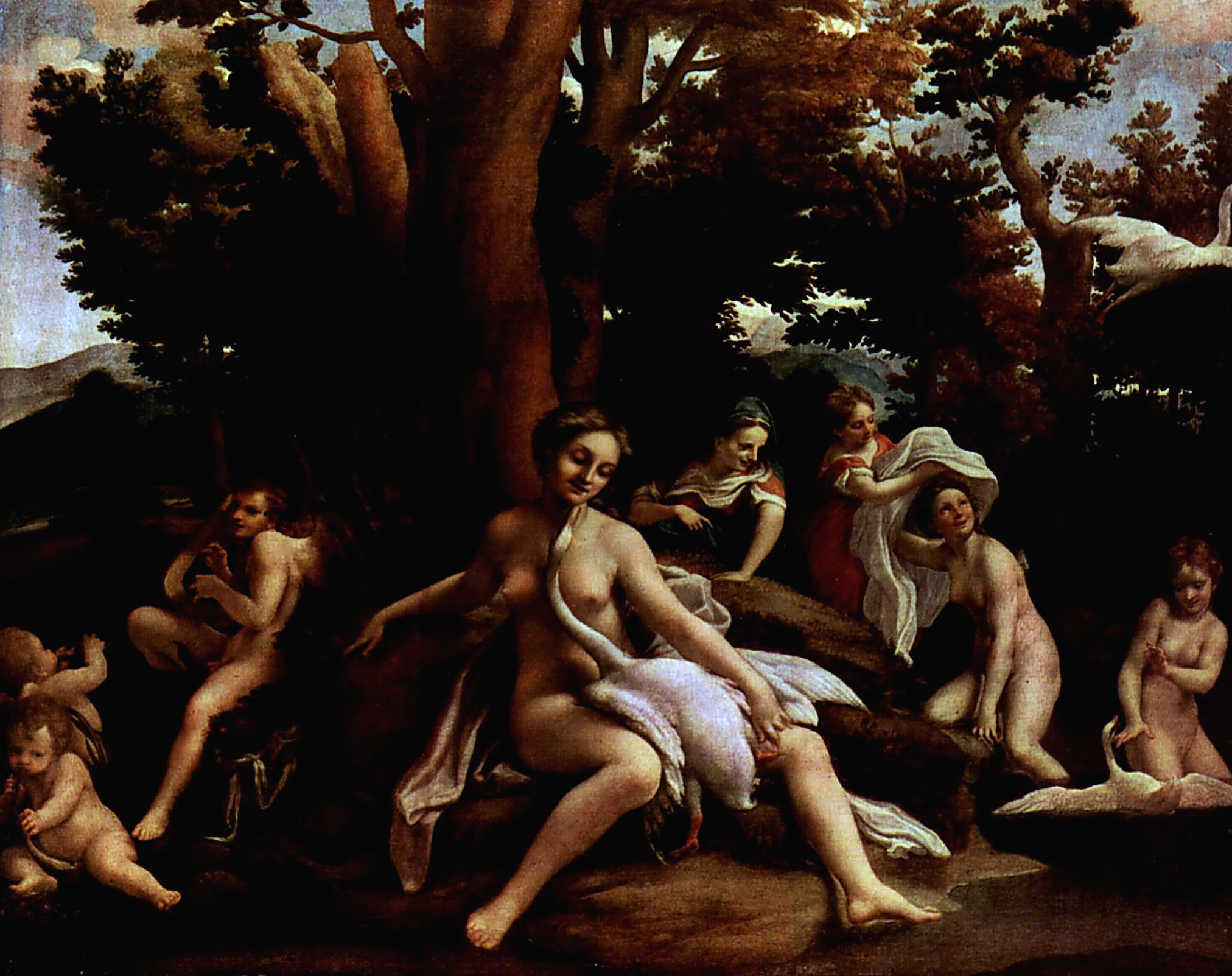
『レダと白鳥』（1531年 - 1532年）
コレッジョ（ベルリン、絵画館）
フィリップ2世の息子ルイが切りつけた絵画。修復されているが、跡は残っている

フィリップ2世の息子ルイは、宗教的理由と軽い神経症から、オルレアン・コレクションの中でも特に有名な絵画の一つであるコレッジョの『レダと白鳥』をナイフで切りつけたことがある。さらにルイは首席宮廷画家シャルル＝アントワーヌ・ コワペルに対して、神話をモチーフとしたコレッジョの傑作3点を切り裂くように命じたが、裂片は保存されており後に修復された。これらコレッジョの作品は後に、『レダと白鳥』はプロイセンのフリードリヒ大王が入手し、『ダナエ』はヴェネツィアへと渡ったが盗難に遭い、最終的にはリヴォルノでイギリス領事が購入している。『ユピテルとイオ』はおそらく複製であり、ベルリンのカイザー・フリードリヒ美術館に所蔵されたことが知られているが、現在は行方不明となっている。フランドル絵画の何点かは1727年7月にパリで開かれたオークションで売却されている。

1785年初めにオルレアン・コレクションの絵画をもとにした版画が予約生産のかたちで順次出版され、フランス革命時のマクシミリアン・ロベスピエールらによる恐怖政治下で取り止めになり、オルレアン・コレクションの絵画自体が売却される事態になるまでに352点の版画が制作された。ロベスピエールの処刑によって恐怖政治が終了し、第一帝政に移行した1806年には書物の形で版画集が出版された。オルレアン・コレクションの絵画の版画はこれ以前からも多く制作されており、1720年代のパリの中流階級ではプッサンの秘蹟を描いた7点の連作の版画がとくに人気があった。

## マントヴァのゴンザーガ家とイングランド王チャールズ1世

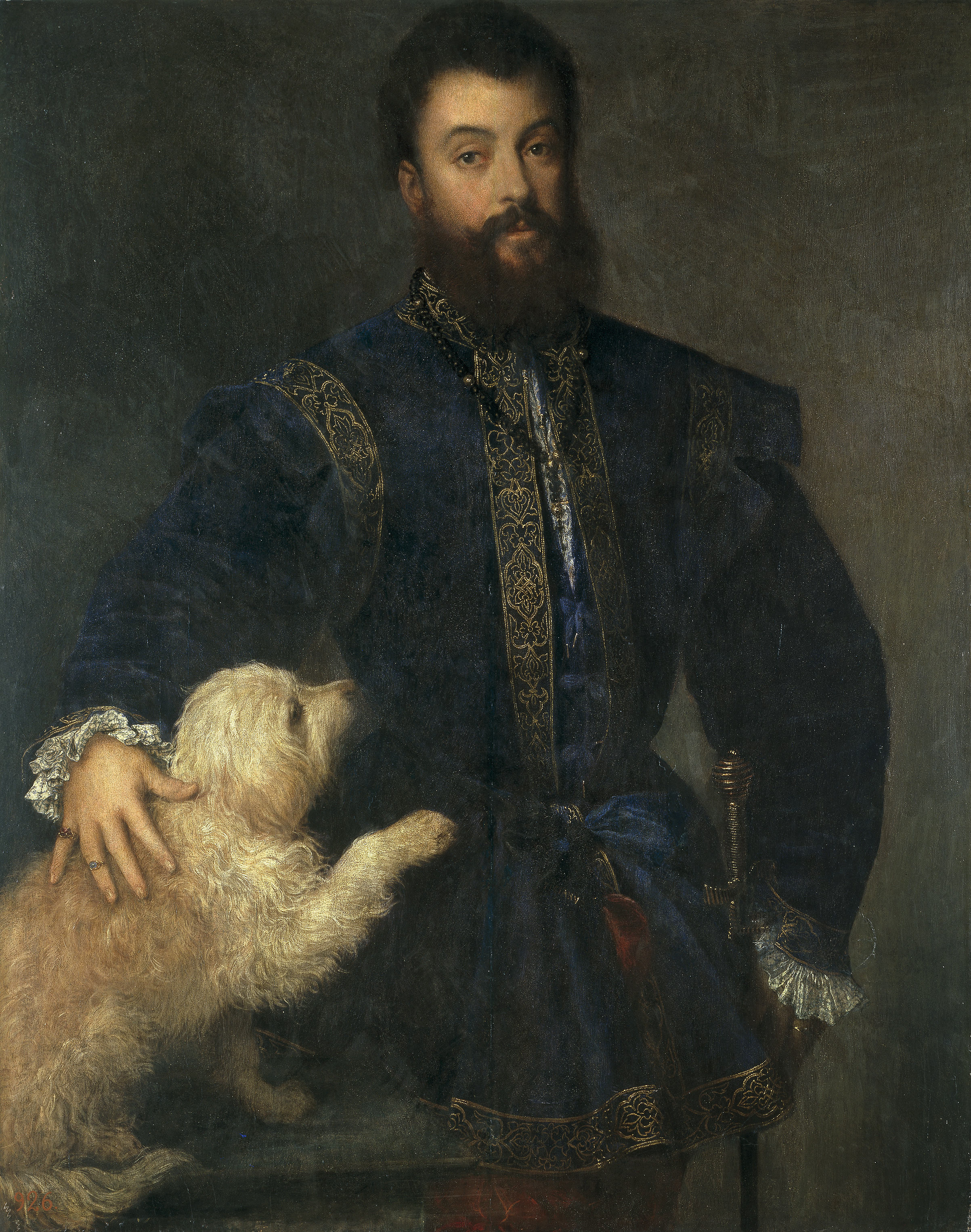
ティツィアーノが描いたマントヴァ公フェデリーコ2世の肖像

オルレアン公爵家以外にオルレアン・コレクションの成立に関係する歴史的人物として、マントヴァの貴族ゴンザーガ家、特にマントヴァ侯フランチェスコ2世（1466年 - 1519年）とその息子マントヴァ公フェデリーコ2世（1500年 - 1540年）があげられる。マンテーニャ、ジュリオ・ロマーノらマントヴァ家の宮廷画家たちや、ティツィアーノ、ラファエロ、コレッジョらにゴンザーガ一族が依頼して描かせた絵画は、マントヴァ公国と神聖ローマ帝国との結び付きを深めるために神聖ローマ皇帝カール5世に贈与されることがあった。これら贈与絵画の中でももっとも重要な作品とされるのが、後年パリでフィリップ2世の息子ルイに切り裂かれることになる神話をモチーフとしたコレッジョの絵画群である。

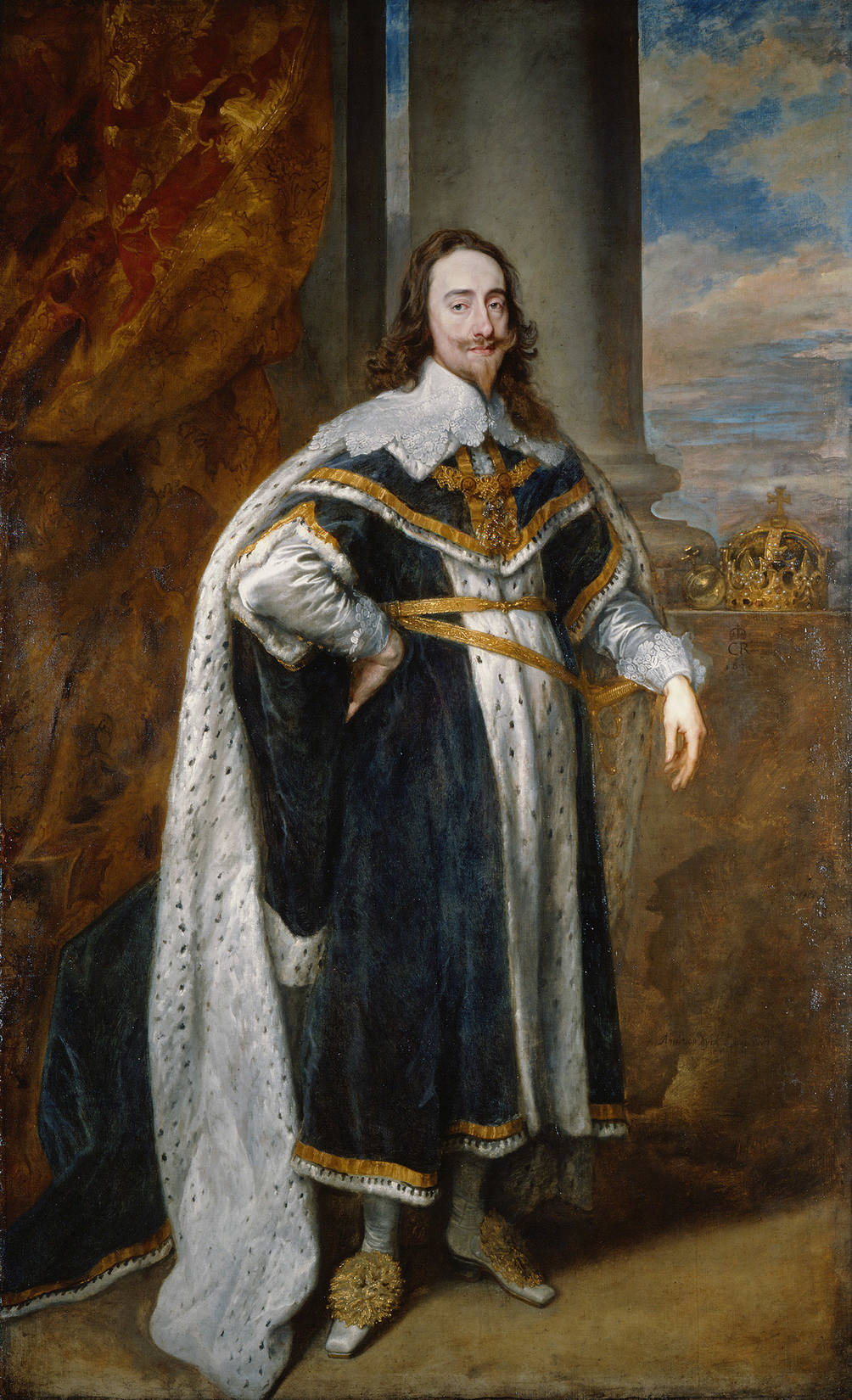
ヴァン・ダイクが描いたイングランド国王チャールズ1世の肖像

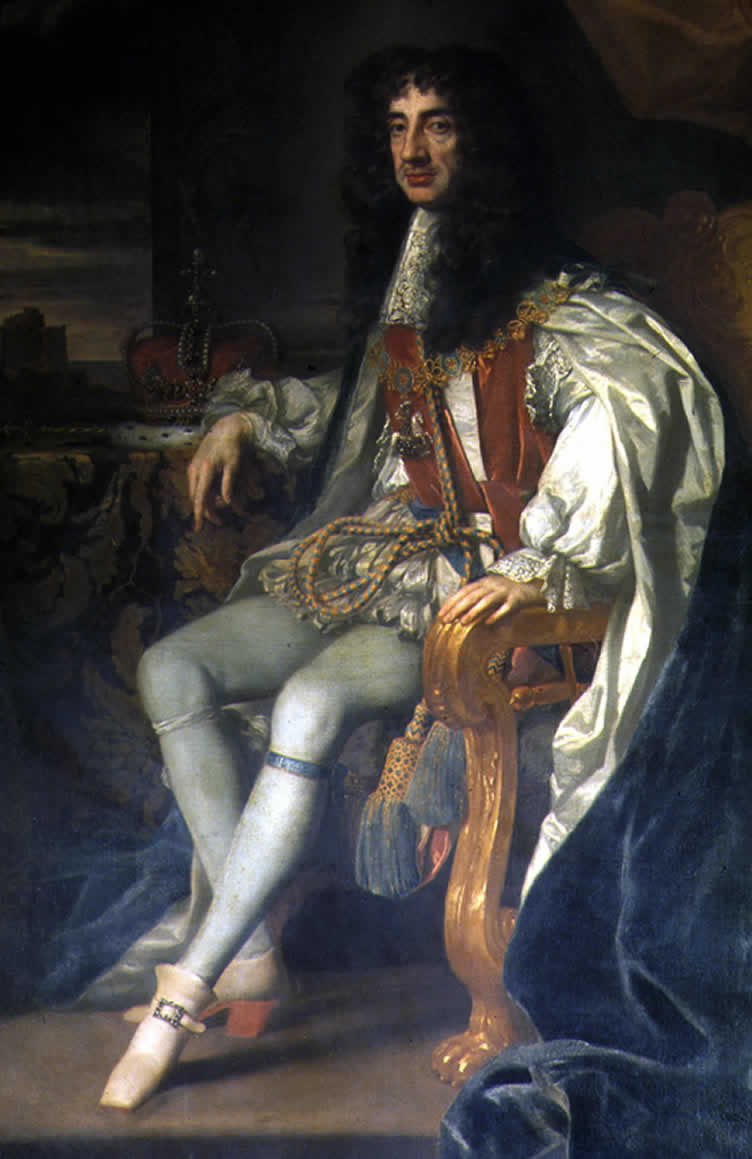
ピーター・レーリーが描いたイングランド王チャールズ2世の肖像

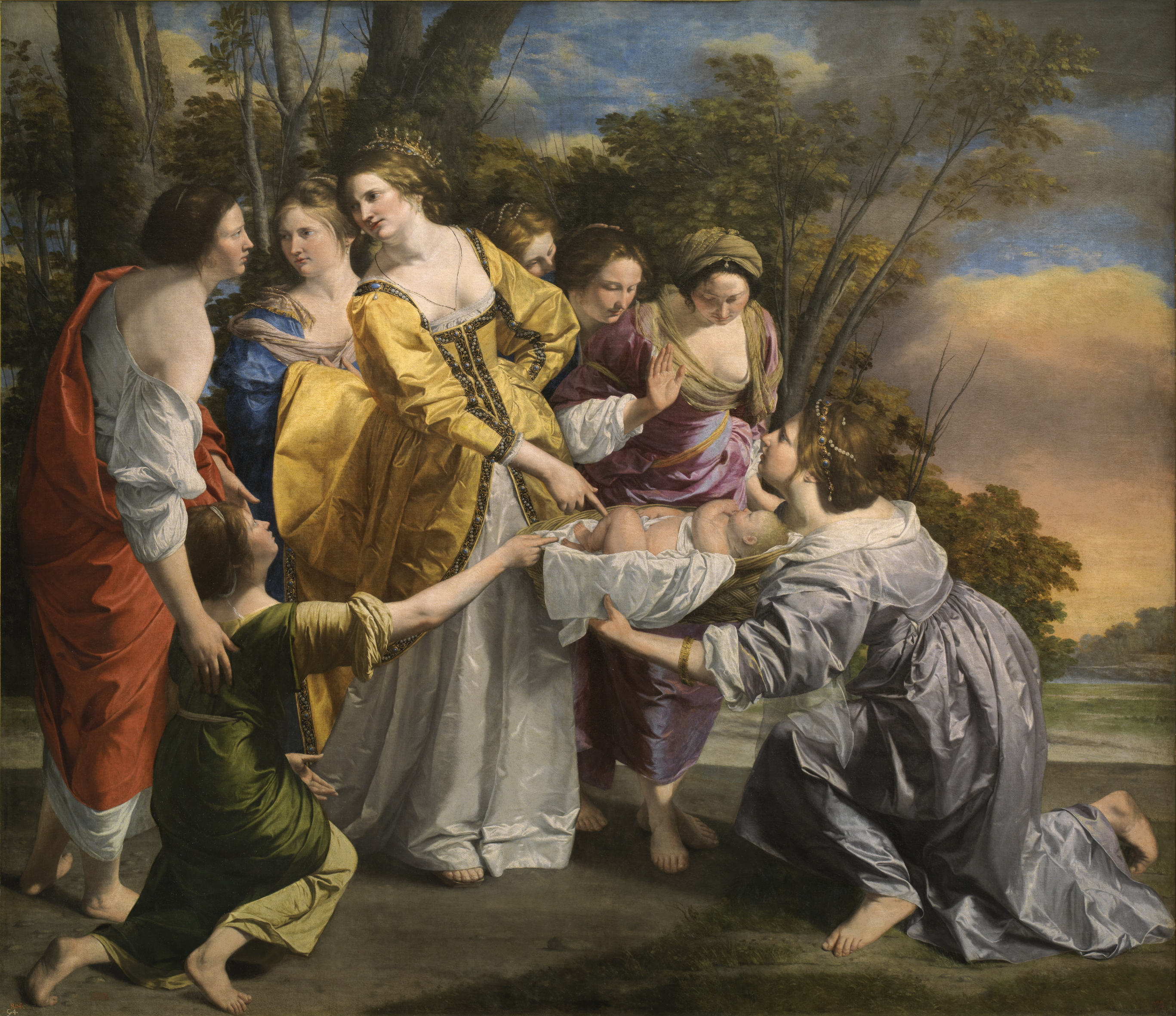
『川から救われるモーセ』（1633年）
オラツィオ・ジェンティレスキ（プラド美術館）

17世紀初頭には神聖ローマ帝国は末期的衰退を見せ始め、神聖ローマ皇帝のコレクションの多くが1625年から1627年ごろにかけて、熱心な美術品コレクターだったイングランド王チャールズ1世によって購入されている。チャールズ1世は他にもシスティーナ礼拝堂内部装飾タペストリーの下絵としてラファエロが描いた7点の『ラファエロのカルトン』や、レオナルド・ダ・ヴィンチのドローイングなどを購入しており、ルーベンスやヴァン・ダイクらの重要な作品のパトロンでもあった。これら貴重なコレクションはイングランド内戦で1649年にチャールズ1世が処刑されると押収されて売却されてしまい、重要な絵画のなかにはイタリアへ流出してしまったものもある。そしてチャールズ1世のコレクションが売却された後にマントヴァはローマ皇帝軍に侵攻され、残された絵画が戦利品として皇帝の居城プラハ城のコレクションに加えられている。
マントヴァ公家コレクションの絵画のなかには、ローマ皇帝コレクションからスウェーデン王室コレクション、そしてオルレアン・コレクションへと渡った作品もあり、1650年にロンドンで売却された際にフランス人コレクターに購入された作品もあった。フランス人コレクターが購入した絵画で、後年オルレアン・コレクションに加えられた作品も見受けられる。例えばジュリオ・ロマーノの『少年ユピテル』はもともとゴマントヴァ公家コレクションにあったもので、その後ローマ皇室コレクション、チャールズ1世、オルレアン・コレクションと所有が変わっている。そしてロンドンで売却された後に短期間フランスへと戻されてから再びイングランドに渡り、さらに後年の1859年になってロンドンのナショナル・ギャラリーが購入した。
チャールズ1世のコレクションの多くは、1660年の王政復古時にロイヤル・コレクションへと戻された。1660年にイングランド王位に就いたチャールズ2世は、父チャールズ1世のコレクションを取り戻すようイングランド中の画商に圧力をかけたが、イングランド国外へと流出した絵画は返還させることができなかった。ルーベンスの『聖ジョージとドラゴン』は、聖ジョージ（聖ゲオルギオス）はチャールズ1世を、助け出される姫君は王妃ヘンリエッタ・マリアをそれぞれモデルにしており、チャールズ1世のコレクションのなかでも重要な作品で、リシュリュー枢機卿のコレクションを経てオルレアン・コレクションへと加えられたが、1814年にイギリス王ジョージ4世が購入してロイヤル・コレクションに戻されている。
グリニッジのクイーンズ・ハウスに飾られていた、チャールズ1世の依頼で描かれたオラツィオ・ジェンティレスキの『モーセの発見』は、1660年にフランスからチャールズ1世の未亡人ヘンリエッタ・マリアへと返還された。この絵画は50年後にオルレアン・コレクションに加えられ、当時はディエゴ・ベラスケスの絵画だと考えられていた。もともとヨークシャーのカースル・ハワードに所蔵されていた絵画の一つで、後にジェンティレスキが同じ主題で描いた『川から救われるモーセ』（現在はプラド美術館所蔵）の存在がイングランドで知られるようになってから、ベラスケスではなくジェンティレスキの作品であると正確に同定された。『モーセの発見』は1995年に売却され、現在の所有者からナショナル・ギャラリーが貸与を受けて展示されている。

オルレアン公フィリップ1世の最初の妻アンリエッタ・アンヌはイングランド王チャールズ1世と王妃ヘンリエッタ・マリアの娘である。アンリエッタ・アンヌが所有していた小規模だが優れた美術コレクションの大半は、取り戻したロイヤル・コレクションのなかから兄チャールズ2世が1661年の結婚祝いに贈ったものだった。1670年にアンリエッタ・アンヌが死去するとこれらのコレクションはフィリップ1世が相続した。

## ロンドンに持ち込まれたオルレアン・コレクション

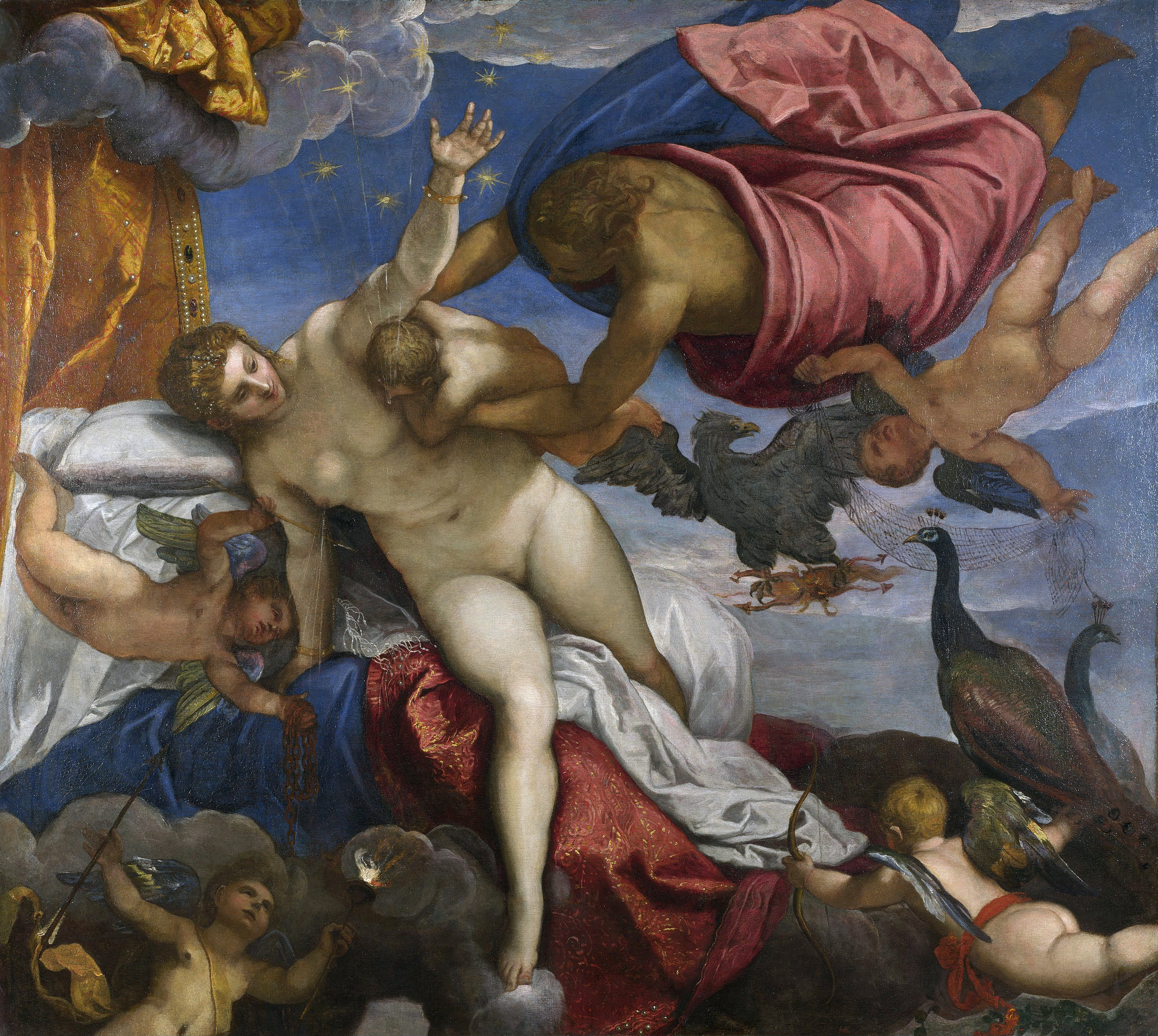
『天の川の起源』（1575年 - 1580年）
ティントレット（ロンドン、ナショナル・ギャラリー）
1800年にロンドンで50ギニーで購入された絵画。神聖ローマ皇帝ルドルフ2世が所有していた絵画だがスウェーデン王女クリスティーナの手には渡っておらず、ジャン＝バプティスト・コルベールのコレクションを経てオルレアン・コレクションとなった

フィリップ2世の曾孫オルレアン公ルイ・フィリップ2世は膨大な遺産を相続していたが、賭博で身を持ち崩し、絵画のオルレアン・コレクションと同様に評価が高かったインタリオのコレクションを1787年にロシア女帝エカチェリーナ2世へと売却した。さらに1788年には、クリスティーズの創設者ジェームズ・クリスティーが組織したシンジケートからオルレアン・コレクションを売却するよう、本格的な交渉を何度も受けている。クリスティーは100,000ギニーでオルレアン・コレクションを入手しようとしたが、イギリス王太子ジョージとジョージの弟ヨーク公フレデリック、クラレンス公ウィリアムが合計17,000ギニーをルイ・フィリップ2世に融資したため、クリスティーの交渉は失敗に終わった。同時代の銀行家でアンティーク収集家でもあったドーソン・ターナー (en:Dawson Turner) の意見では、イギリス王室がオルレアン・コレクションを分割して、その大部分を入手しようと考えたのではないかとしている。

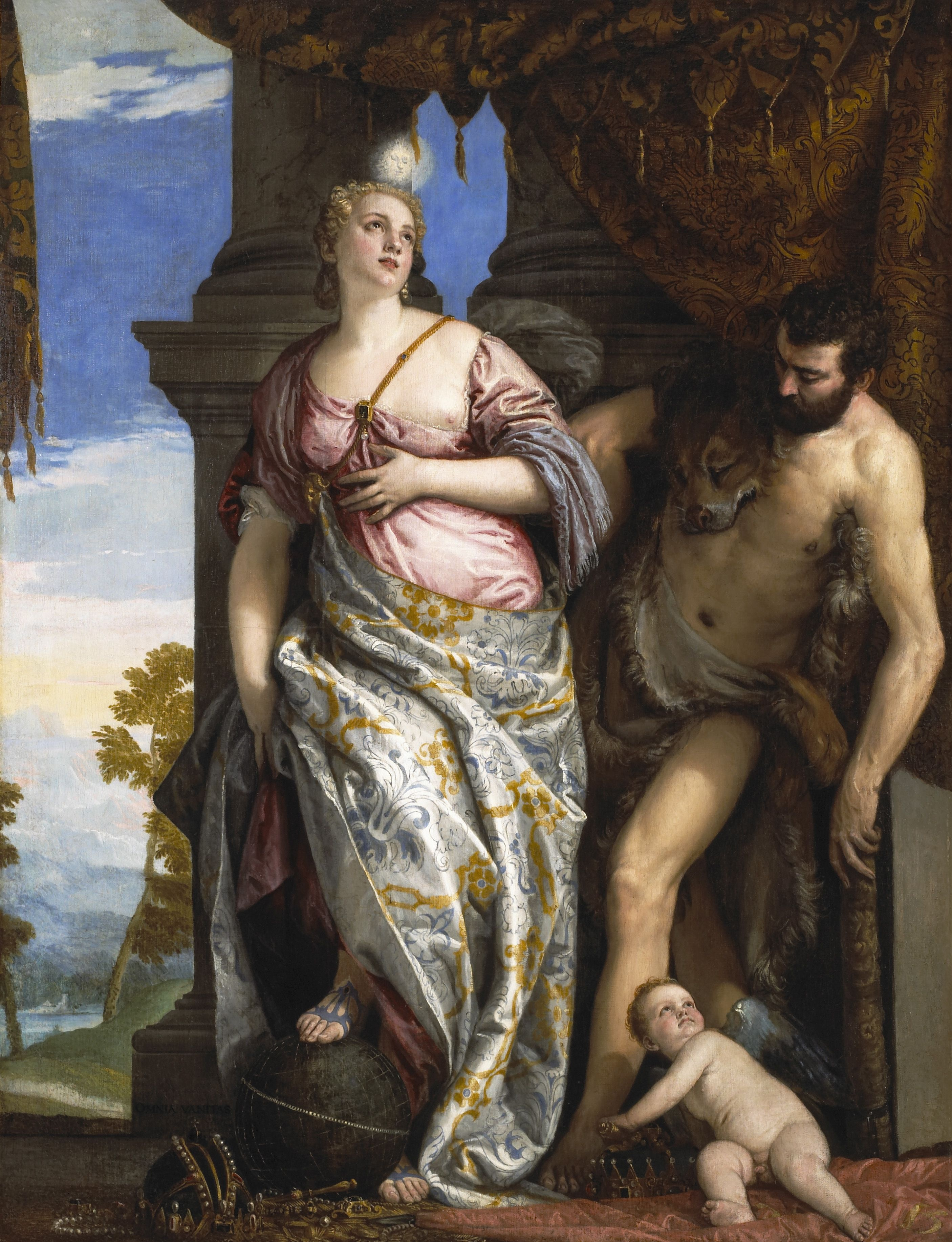
『賢明と力の寓意』（1580年頃）
パオロ・ヴェロネーゼ（ニュートーク、フリック・コレクション）
もとは神聖ローマ皇帝ルドルフ2世のコレクションだった

1792年にルイ・フィリップ2世は147点のドイツ、オランダ、フランドル絵画を、イギリス人画商トーマス・ムーア・スレイドに売却している。スレイドは二人のイギリス人銀行家とスコットランド貴族の第7代キナード卿ジョージ・キナードからなるシンジケートの一員で、350,000リーブルで購入したこれらの絵画を売却するためにロンドンへ持ち込んだ。このときフランス人芸術家やフランスの一般大衆、さらにはルイ・フィリップ2世の債権者たちから、フランス国外への持ち出しについて大きな反発を受けていたため、スレイドは絵画を陸路カレーまで運ぶと虚偽の発表をしており、実際は絵画を夜陰に紛れて船に積み、セーヌ川からル・アーヴルへと輸送している。1793年4月に、ロンドンのウエスト・エンド、ペルメル街125番で、これらの絵画の展示販売会が入場料1シリングで開催された。1日あたり2,000人以上の入場者があり、絵画はさまざまな客に売却されている。
1792年にルイ・フィリップ2世は残りのオルレアン・コレクション（フランス、イタリア絵画）すべてを衝動的にブリュッセルの銀行家に売却することにした。ルイ・フィリップ2世は1793年4月に捕縛され、11月6日にギロチンで処刑されるが、その間にも絵画売却の交渉は続けられていた。新たな契約が結び直され、コレクションは750,000リーブルでブリュッセルの銀行家エドゥアール・ヴァルキエルが購入した。ヴァルキエルは購入したコレクションをその日のうちに従兄弟のラボルド侯ジャン＝ジョゼフ (en:Jean-Joseph de Laborde) に転売し、莫大な利益をあげている。ジャン＝ジョゼフは優れた美術品鑑識眼を備えた人物で、オルレアン・コレクションをフランスの国有コレクションに加えることを望んでいた。しかしマクシミリアン・ロベスピエールらによる恐怖政治で、ルイ・フィリップ2世と同様にジャン＝ジョゼフの父も処刑され、身の危険を感じたジャン＝ジョゼフは1793年にコレクションとともにロンドンへと亡命した。
オルレアン・コレクションはその後5年間ジャン＝ジョゼフとともにロンドンにあった。その間イギリス王ジョージ3世と首相ウィリアム・ピットによる、オルレアン・コレクションをイギリスの財産にしようとする水面下での企てもあったが、いずれも成功していない。最終的にオルレアン・コレクションを購入したのは、石炭で莫大な富を築いた第3代ブリッジウォータ公爵フランシス・エジャートン、その甥でエジャートンの遺産相続人でもあった、後に初代サザーランド公爵位を受爵するガウアー伯ジョージ・グランヴィル・レヴェソン＝ガウアー、第5代カーライル伯フレデリック・ハワード によるシンジケートで、1798年のことだった。コレクション購入に主導的な役割を果たしたのはおそらくレヴェソン＝ガウアーで、購入代金43,500ポンドのうち8分の1、ハワードが4分の1、エジャートンが残り全額を出資している。

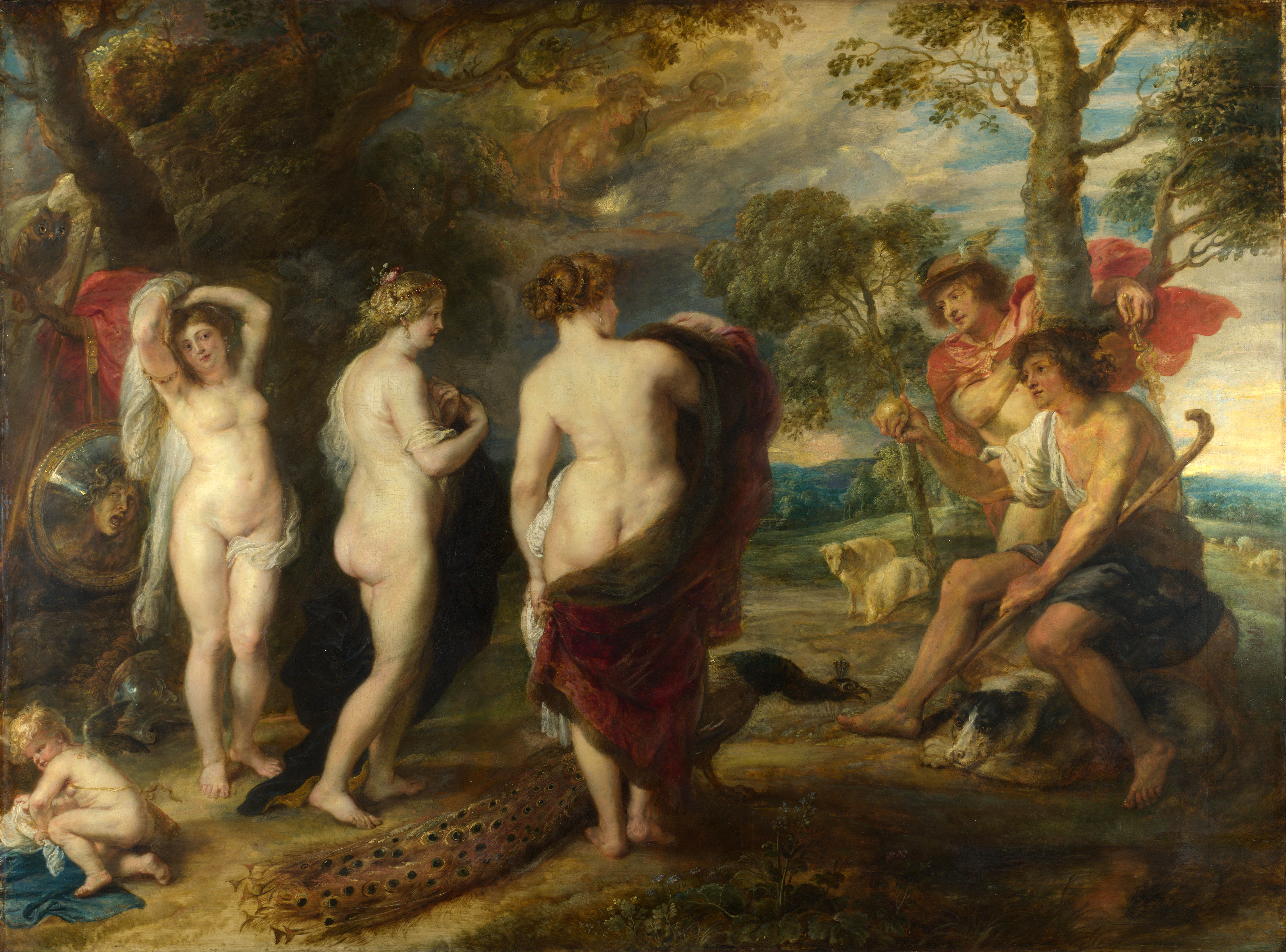
『パリスの審判』（1636年頃）
ピーテル・パウル・ルーベンス（ロンドン、ナショナル・ギャラリー）
フィリップ2世がフランスで購入した絵画

エジャートンらが購入したコレクションは1798年に7ヶ月間一般公開されている。コレクションのごく一部の絵画の売却も目的としており、ペルメル街ストランドにあった美術史家で画商のマイケル・ブライアン (en:Michael Bryan (art historian)) のギャラリーで開催された。入場料は2/6ペンスで、当時のこのような催し物の入場料としてはごく一般的な金額だった。最初に公開されたコレクションを目にしたイギリス人随筆家、文芸批評家のウィリアム・ハズリット は「これらの絵画を目にしたときには思わずふらついてしまった。経験したことのない感覚に襲われ、まるで見知らぬ楽園と地平が目の前に広がっているようだった」としている。その後1798年、1800年、1802年とオルレアン・コレクションの絵画売買のオークションが開催された。画商の仲介のないオークションだったため比較的低価格で購入可能だったが、出品された305点の絵画のうち94点は売れ残った。ただしこれらの絵画については、出品したシンジケートが毎回故意に売買を成立させなかったと考えられており、今日でも三家の世襲財産として伝えられているものが多い。すべてのオークションでの絵画売却額と入場料の合計額は42,500ポンドにのぼり、展示会とオークションにかかる諸経費を考慮しても、シンジケートが自分たちの手元に残した絵画はジャン＝ジョゼフから非常に安い価格で入手したことになった。カーライル伯爵家の居城であるカースル・ハワードにはもともと15点のオルレアン・コレクションの絵画が存在していたが、売却、寄付、火災などによってコレクションの多くを失っている。一方でブリッジウォータ/サザーランド家のコレクションはほとんど往時のままに残されている。

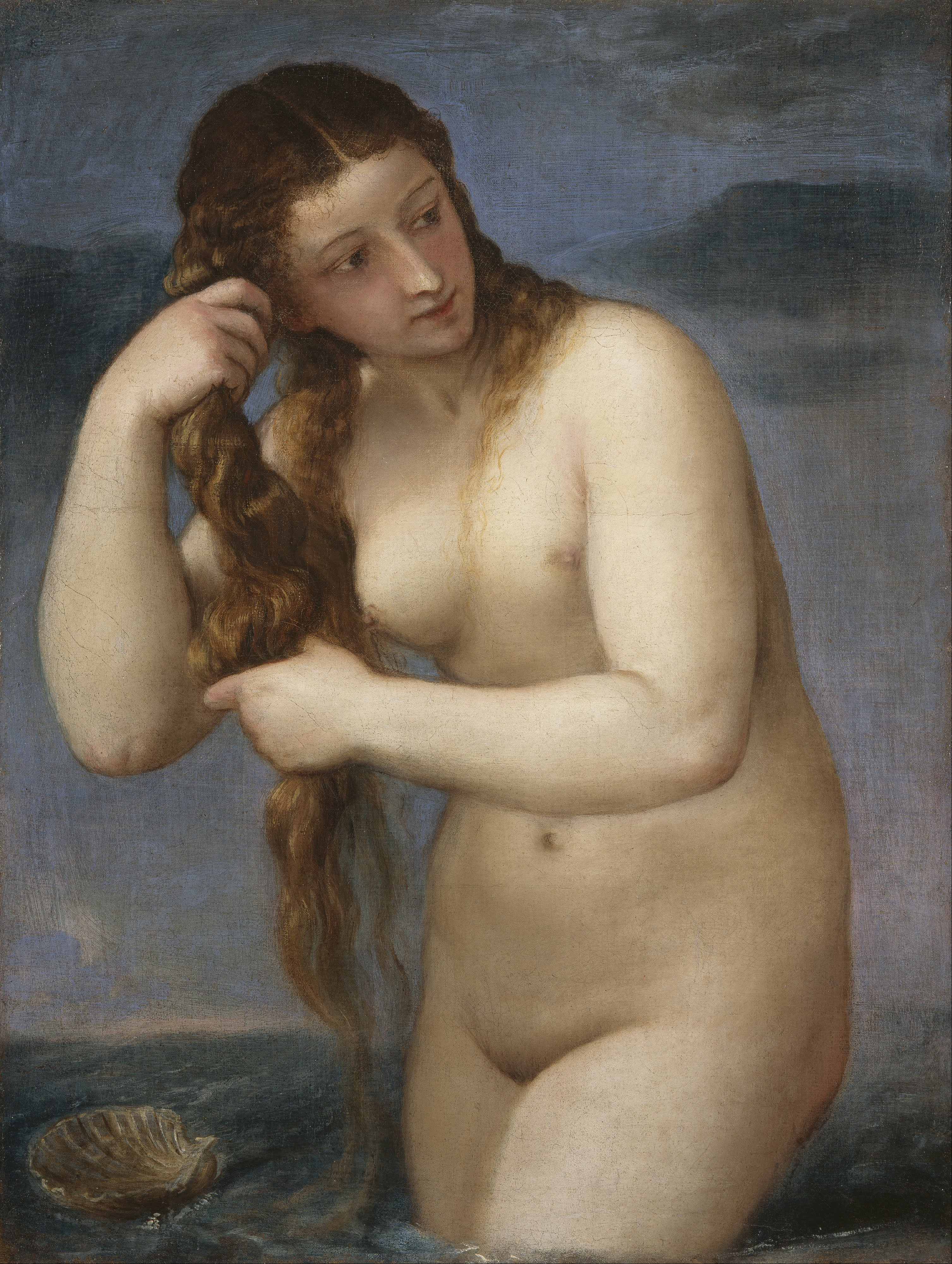
『海から上がるヴィーナス』（1525年頃）
ティツィアーノ（スコットランド国立美術館）
2000年にブリッジウォータ・ローンからスコットランド国立美術館が購入した

当時のロンドン絵画市場は、フランス革命の影響でフランスから持ち込まれたコレクションと、ナポレオン・ボナパルト率いるフランス軍によるネーデルラント、イタリア侵攻で略奪された絵画であふれていた。昔のコレクターに関してよく言及されることではあるが、現代人から見れば当時のコレクターの絵画売買には疑問が残るケースが多い。例えば、あるコレクターはミケランジェロの絵画2点をわずか90ギニーと52ギニーで売却している。ティツィアーノの作品が投売りされた一方で、ボローニャ派のバロック絵画はラファエロの後期の作品と同様に珍重されている。ヴァトーの作品が11ギニーで取引される一方で、ルドヴィコ・カラッチの作品にはオークションで4,000ポンドの値がついた。このときのオークションには33点のカラッチの作品が売れているが、ベリーニ、カラバッジョの作品には買い手がつかなかった。現在では当時のロンドン絵画市場で取引された絵画の多くは追跡が不可能で、多くの絵画が無名の画家による作品か単なる模倣者による作品だったと考えられている。概して優れた作品には適正な価格がつけられたが、なかには年代とともに価値が暴落している作品もある。1798年に60ギニーの価値があったカラッチの絵画が、1913年のオークションでは2ギニーまでしか値がつかなかった。
トーマス・ムーア・スレイドとラボルド侯ジャン＝ジョゼフがロンドンへと持ち込んだオルレアン・コレクションの絵画は様々な階級の富裕層が購入した。購入者の大多数はイギリス人だったが、フランスが引き起こした戦争をさけてロンドンへ身を寄せていた外国人もいた。スコットランド系オランダ人銀行家トマス・ホープ (en:Thomas Hope) はナポレオン戦争のためにロンドンへ避難していたが、後にホープダイヤモンドの所有者として有名になる弟のヘンリー・フィリップ・ホープとともに、現在フリック・コレクションが所蔵するヴェロネーゼの絵画2点とミケランジェロ、ベラスケス、ティツィアーノの絵画を購入している。その他にオルレアン・コレクションの絵画を購入した著名人として、後にそのコレクションがロンドンのナショナル・ギャラリー創設の基礎となったロシア系ドイツ人保険ブローカーのジョン・ジュリアス・アンガースタイン (en:John Julius Angerstein)、第4代ダーンリー伯ジョン・ブライ 、初代ヘアウッド伯エドワード・ラッセルズ (en:Edward Lascelles, 1st Earl of Harewood)、後に一族のコレクションがフィッツウィリアム美術館として創設された第4代フィッツウィリアム伯ウィリアム (en:William FitzWilliam, 4th Earl FitzWilliam) などがいる。
イギリス人美術史家ジェラルド・ライトリンガーの分析では、イギリスに持ち込まれたオルレアン・コレクションのうちイタリア、フランス絵画の主要購入者の階級、職業は次のようになっている。
- 貴族 - 12名（ブリッジウォータ公、ガウアー伯、カーライル伯を含む）
- 商人 - 10名（4名の国会議員、3名のナイト爵を含む。投機目的で購入されたものがほとんどで、数年のうちに多くが転売されている）
- 画商 - 6名（エジャートンらに展示場所としてギャラリーを提供したマイケル・ブライアンを含む）
- 銀行家 - トマス・ホープ、アンガースタイン
- 画家 - ウォルトン、ウドニー、コスウェイ (en:Richard Cosway)、スキップ
- 紳士階級 - 6名（ウィリアム・トマス・ベックフォード、サミュエル・ロジャース (en:Samuel Rogers) を含む）

ライトリンガーはこの購入者の分析の説明として「他のヨーロッパ諸国とはかなり異なる」さらに税金を徴収する側の支配層が主要な美術品コレクターだった「革命前のフランスとは全く異なっている」と述べている。

## ブリッジウォータ・コレクション

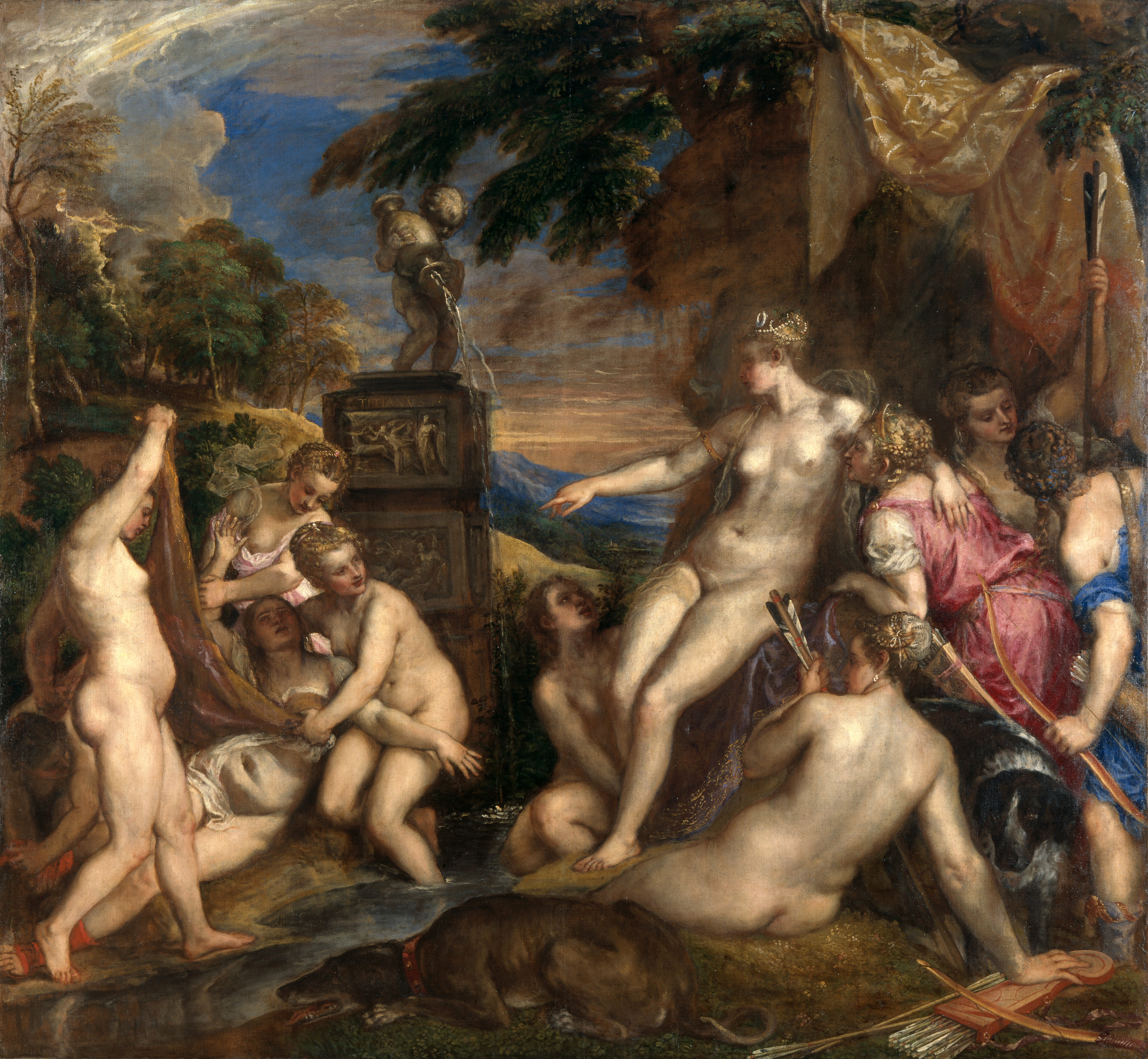
『ディアナとカリスト』（1556年 - 1559年）
ティツィアーノ
サザーランド・コレクションからスコットランド国立美術館への貸与絵画で、ロンドン・ナショナル・ギャラリーとの共同購入が計画されている

オルレアン・コレクションの購入から5年後にブリッジウォータ公フランシス・エジャートンは死去し、遺産相続人だった甥のガウアー伯ジョージ・グランヴィル・レヴェソン＝ガウアーがコレクションも相続した（ブリッジウォータ・コレクションまたはサザーランド・コレクション）。レヴェソン＝ガウアーは相続した絵画と自身の絵画の一部を、ウェストミンスターのクリーブランド・ハウスで限定公開した（このとき以来、現在でも公開されている）。レヴェソン＝ガウアーの絵画コレクションは300点以上にのぼり、そのうち50点程度がオルレアン・コレクション由来の作品で、当時は「スタフォード・ギャラリー」の名前で知られていた。クリーブランド・ハウスが1854年に改築されたときにブリッジウォータ・ハウス (en:Bridgewater House, Westminster) と改名され、それ以降は「ブリッジウォータ・ギャラリー」と呼ばれている。1803年にギャラリーとして創設され、夏の4ヶ月間（後に3ヶ月間）の水曜午後に限って、一族の「友人」あるいはロイヤル・アカデミー・オブ・アーツから推薦を受けた芸術家のみがギャラリーを訪れることが出来た。ジョン・ジュリアス・アンガースタインが購入したオルレアン・コレクションの絵画も1824年からペルメル街のアンガースタイン邸で公開され、後に最初のナショナル・ギャラリーとして使用されている。

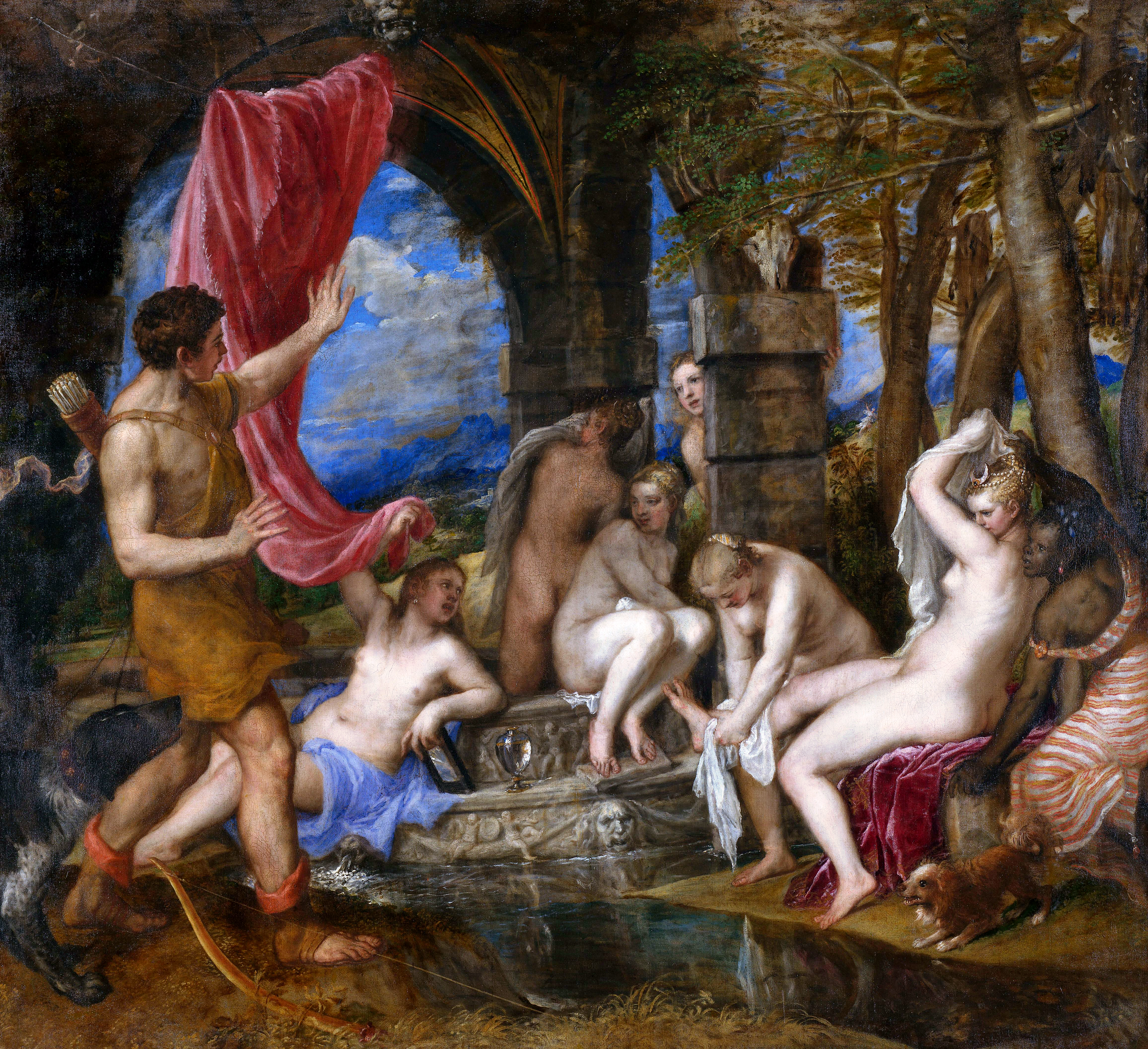
『ディアナとアクタイオン』（1556年 - 1559年）
ティツィアーノ（ロンドン、ナショナル・ギャラリー / エジンバラ、スコットランド国立美術館）
2009年に買い上げられるまでブリッジウォータ・コレクションの一部だった

1939年9月に第二次世界大戦が勃発し、ブリッジウォータ・ハウスのコレクションは戦禍を避けてロンドンからスコットランドへと移管されている。1946年から、オルレアン・コレクションの絵画16点を含む26点の絵画がエディンバラのスコットランド国立美術館へと貸与されている。これらの絵画は「ブリッジウォータ・ローン（ブリッジウォータ公貸与絵画）」あるいは「サザーランド・ローン（サザーランド公貸与絵画）」と呼ばれている。2008年までに貸与絵画のうち5点の作品がスコットランド国立美術館が購入した。

ブリッジウォータ・コレクションは、2000年にサザーランド侯爵を継いだ第7代サザーランド公フランシス・エジャートン (7th Duke of Sutherland) が相続した。しかし、2008年にエジャートンは自身の資産を多様化するためとして、コレクションの絵画数点を売却することを発表した。エジャートンが最初に売却を提案したのはティツィアーノの『ディアナとアクタイオン』と『ディアナとカリスト』で、イギリス中の国立美術館に2枚1組で1億ポンド（市場推定価格の3分の1程度）の価格を提示した。この提案に対しスコットランド国立美術館とナショナル・ギャラリーが共同購入を申し出て、まず『ディアナとアクタイオン』を3年分割の5,000万ポンドで購入することと、『ディアナとカリスト』も2013年から同様の分割払いで共同購入する予定であると発表した。購入資金を集めるためのキャンペーンは各メディアから好意的に報道されたが、エジャートンの言動への非難の声もあり、ロンドン芸術大学総長ナイジェル・キャリントン、元同大学会長ジョン・ツサから、奨学金を受けて芸術を勉強している学生たちへ悪影響を及ぼすと批判されている。2009年に『ディアナとアクタイオン』の購入資金5,000万ポンドが準備できたという発表があり、5年ごとにスコットランド国立美術館とナショナル・ギャラリーで交互に展示されることが決定された。2011年現在でも『ディアナとカリスト』の購入資金寄付の呼びかけは続いている。

## オルレアン・コレクションの現在の収蔵場所
- ナショナル・ギャラリー（ロンドン） - 少なくとも25作品（貸与絵画も展示されている）
- スコットランド国立美術館（エディンバラ） - 16作品（貸与絵画も含む）
- ウォレス・コレクション（ロンドン） - 6作品[71]
- メトロポリタン美術館（ニューヨーク） - 少なくとも3作品（ラファエロ[72]、フィリップ・ド・シャンパーニュ[73]、ヴェロネーゼ[74]）
- ナショナル・ギャラリー（ワシントン） - 4作品[75]（レンブラント、ルドヴィコ・カラッチ、 セバスティアン・ブルドン、ヤン・コシエール？その他にもガウアー伯のコレクションから2枚の絵画が以前所蔵されていたといわれている[76]）.
- フリック・コレクション（ニューヨーク） - 4作品（ヴェロネーゼ2点、ヴァン・ダイク2点）

その他、絵画館（ベルリン）、美術史美術館（ウィーン）、アルテ・マイスター絵画館（ドレスデン）、J・ポール・ゲティ美術館（マリブー）、ルーヴル美術館（パリ）、イザベラ・スチュワート・ガードナー美術館（ボストン）など。

## 関連文献
- Cristina di Svezia, Le Collezioni Reali (exhibition catalogue), Montadori Electa, Milan, 2003, ISBN 8837024045
- Folliot, Franck, Forray, Anne, and Mardrus, Françoise; articles in Le Palais-Royal (exhibition catalogue), Musée Carnavalet, Paris 1988
- Macgregor, Arthur, ed.; The Late King's Goods. Collections, Possessions and Patronage of Charles I in the Light of the Commonwealth Sale Inventories, Alistair McAlpine / Oxford University Press, 1989, ISBN 0199201714
- Brotton, Jerry. Sale of the Late King's Goods: Charles I & His Art Collection, Macmillan, 2006, ISBN 1405041528